# Ruginiu
Culoarea ruginie (latină ferrugineus) este culoarea brun-roșcată a ruginii. Se aseamănă cu culoarea oxidului de fier. Această culoare poate fi întâlnită la diferite păsări, de ex. vânturelul roșu (Falco tinnunculus) are corpul ruginiu, cu pete negricioase pe spate și piept, măcăleandrul (Erithacus rubecula) are o pată ruginie pe bărbie și piept.

## Note

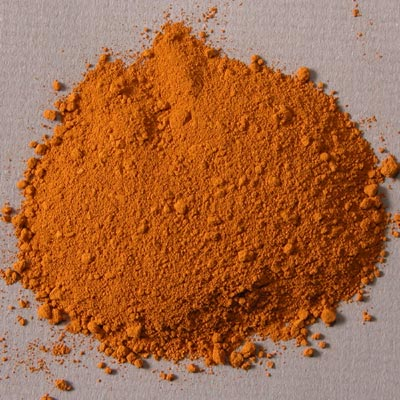
Culoarea ruginie a oxidului de fier
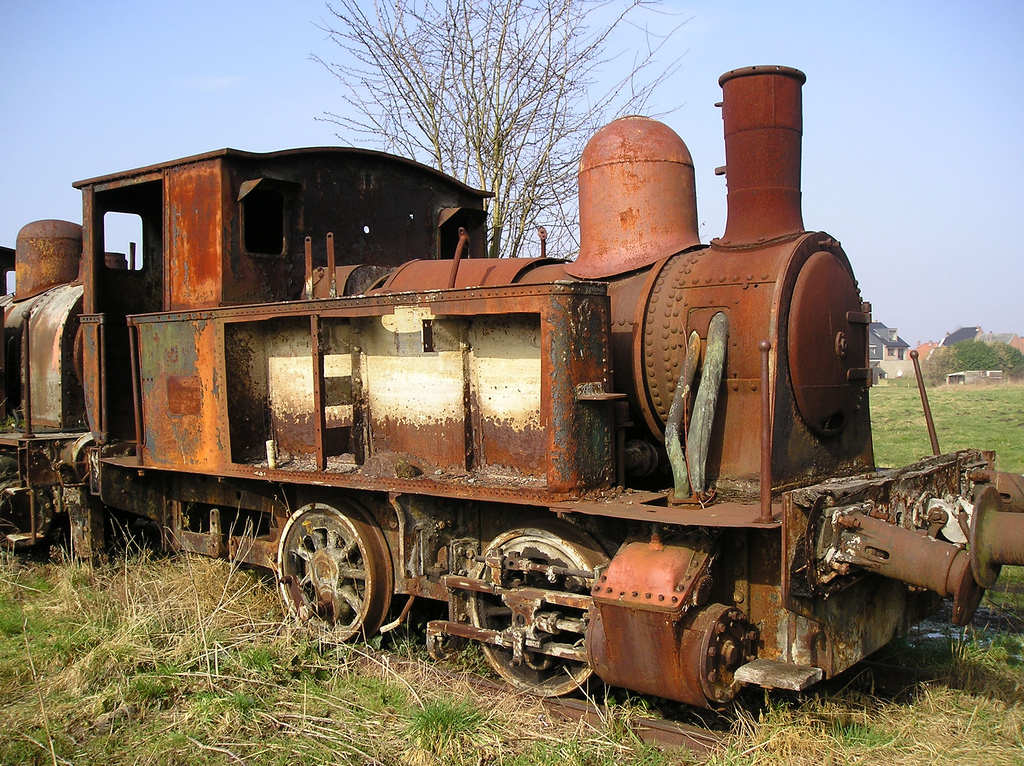
O locomotivă veche ruginită.
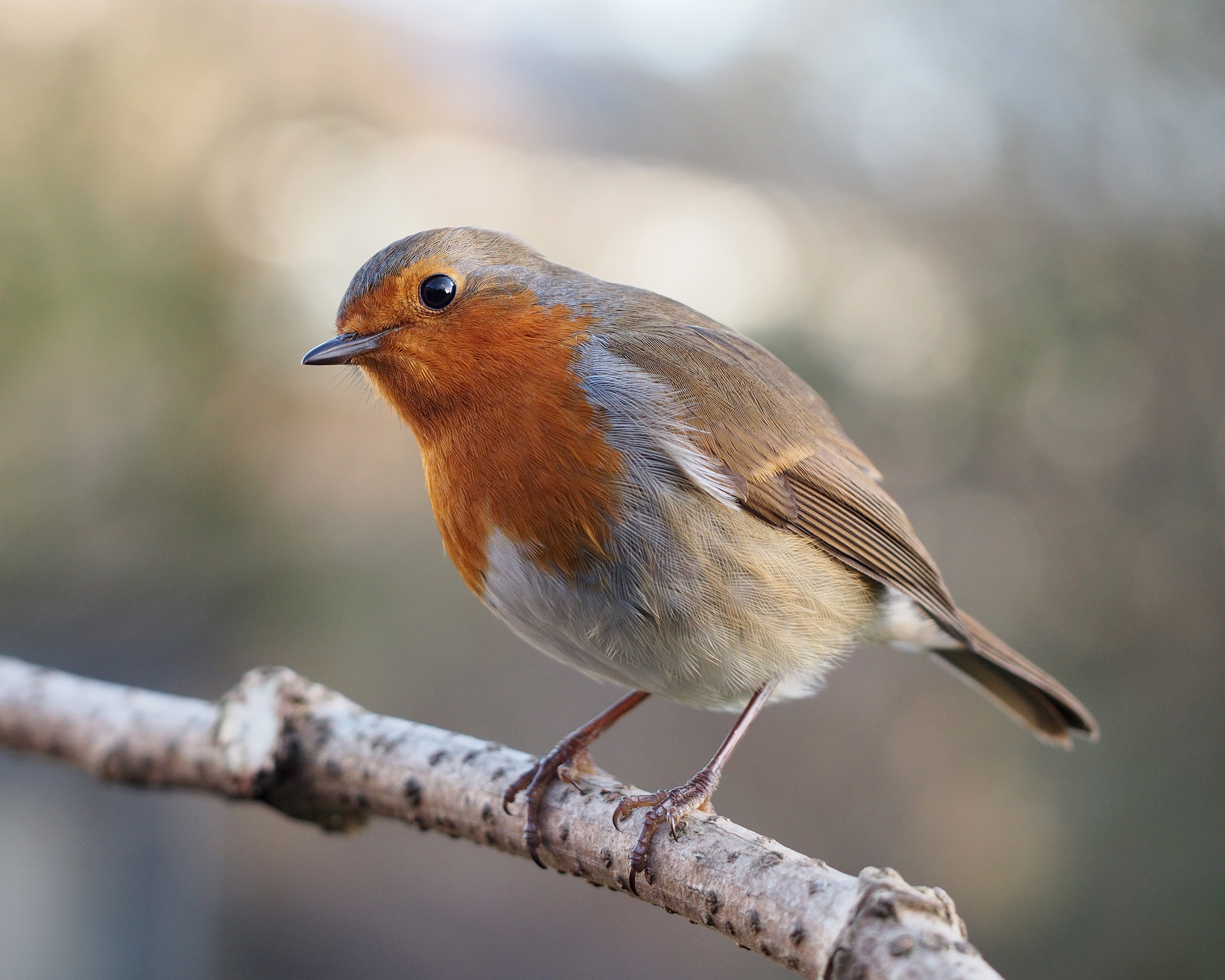
Măcăleandrul (Erithacus rubecula) are o pată ruginie pe bărbie şi piept
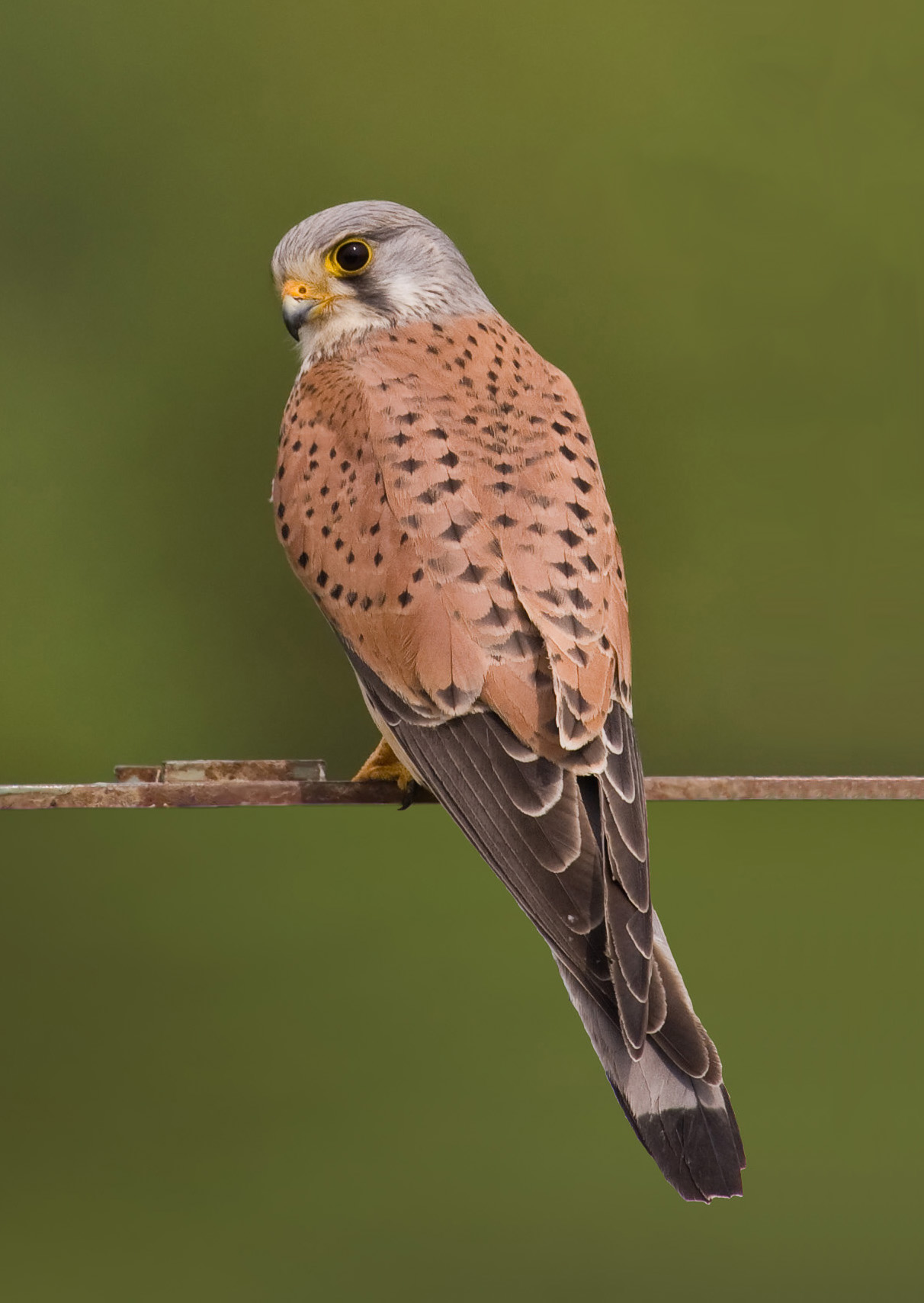
Vânturelul roșu (Falco tinnunculus) are corpul ruginiu